# Candice Crawford
Candice Loren Crawford, ameriška Miss Missouri 2008 in fotomodel, * 16. december 1986, Lubbock, Teksas, Združene države Amerike.

## Biografija

### Osebno življenje
Candice Loren Crawford se je rodila 16. decembra 1986 v Lubbocku, Teksas, Združene države Amerike, kot hči dermatologa Chrisa in učiteljice Dane. Ima tudi starejšega brata Chaca, igralca. Vzgojena je bila v Dallasu. Hodila je na šolo Trinity Christian Academy v Addisonu, nastopala pa je tudi na tekmovanju Miss Texas Teen USA v letih 2003 in 2005: obakrat je zasedla tretje mesto.
Po končani srednji šoli je Candice začela obiskovati univerzo University of Missouri v Kolumbiji, Missouri. Medtem je delala kot reporterka na NBC, KOMU-TV, CBS, KTVT in The Blitz. Je tudi aktivna članica ženskega kluba Pi Beta Phi.

### Kariera
Leta 2003 in leta 2005 je dosegla tretje mesto na tekmovanju Miss Texas Teen USA.
Leta 2007 se je prijavila na Miss Missouri USA 2007, vendar je novembra 2006 na tekmovanju  zmagala Amber Seyer. Potem se je prijavila na tekmovanje Miss Missouri USA 2008, kjer je tudi zmagala.